# David Emmanuel Cheruiyot
David Emmanuel Cheruiyot (* 1. September 1972) ist ein kenianischer Marathonläufer.
2005 gewann er den Houston-, den Ottawa- und den Toronto-Marathon. 2006 siegte er erneut in Houston, 2007 erneut in Ottawa in 2:10:36 h (gleichzeitig persönlicher und Streckenrekord). 2008 trug er sich zum dritten Mal in die Siegerlisten von Houston und Ottawa ein.